# Marele Premiu al Bahrainului din 2019
Marele Premiu al Bahrainului din 2019 (cunoscut oficial ca Formula 1 2019 Gulf Air Bahrain Grand Prix) a fost o cursă auto de Formula 1 ce s-a desfășurat pe 31 martie 2019 pe Circuitul Internațional Bahrain din Sakhir, Bahrain. Cursa a fost cea de-a doua etapă a Campionatului Mondial de Formula 1 al FIA din 2019 fiind pentru a cincisprezecea oară când această cursă a avut loc în Bahrain.

## Calificări
Calificările au avut loc pe 30 martie 2019 începând cu ora locală 18:00 (UTC+3), ora 17:00 EET.
| Poz.                  | Nr. | Pilot              | Constructor               | Timpi calificări | Timpi calificări | Timpi calificări | Grila finală |
| Poz.                  | Nr. | Pilot              | Constructor               | Q1               | Q2               | Q3               | Grila finală |
| --------------------- | --- | ------------------ | ------------------------- | ---------------- | ---------------- | ---------------- | ------------ |
| 1                     | 16  | Charles Leclerc    | Ferrari                   | 1:28,495         | 1:28,046         | 1:27,866         | 1            |
| 2                     | 5   | Sebastian Vettel   | Ferrari                   | 1:28,733         | 1:28,356         | 1:28,160         | 2            |
| 3                     | 44  | Lewis Hamilton     | Mercedes                  | 1:29,262         | 1:28,578         | 1:28,190         | 3            |
| 4                     | 77  | Valtteri Bottas    | Mercedes                  | 1:29,498         | 1:28,830         | 1:28,256         | 4            |
| 5                     | 33  | Max Verstappen     | Red Bull Racing-Honda     | 1:29,579         | 1:29,109         | 1:28,752         | 5            |
| 6                     | 20  | Kevin Magnussen    | Haas-Ferrari              | 1:29,532         | 1:29,017         | 1:28,757         | 6            |
| 7                     | 55  | Carlos Sainz Jr.   | McLaren-Renault           | 1:29,528         | 1:29,055         | 1:28,813         | 7            |
| 8                     | 8   | Romain Grosjean    | Haas-Ferrari              | 1:29,688         | 1:29,249         | 1:29,015         | 11           |
| 9                     | 7   | Kimi Räikkönen     | Alfa Romeo Racing-Ferrari | 1:29,959         | 1:29,471         | 1:29,022         | 8            |
| 10                    | 4   | Lando Norris       | McLaren-Renault           | 1:29,381         | 1:29,258         | 1:29,043         | 9            |
| 11                    | 3   | Daniel Ricciardo   | Renault                   | 1:29,859         | 1:29,488         |                  | 10           |
| 12                    | 23  | Alexander Albon    | Scuderia Toro Rosso-Honda | 1:29,514         | 1:29,513         |                  | 12           |
| 13                    | 10  | Pierre Gasly       | Red Bull Racing-Honda     | 1:29,900         | 1:29,526         |                  | 13           |
| 14                    | 11  | Sergio Pérez       | Racing Point-BWT Mercedes | 1:29,893         | 1:29,756         |                  | 14           |
| 15                    | 26  | Daniil Kveat       | Scuderia Toro Rosso-Honda | 1:29,876         | 1:29,854         |                  | 15           |
| 16                    | 99  | Antonio Giovinazzi | Alfa Romeo Racing-Ferrari | 1:30,026         |                  |                  | 16           |
| 17                    | 27  | Nico Hülkenberg    | Renault                   | 1:30,034         |                  |                  | 17           |
| 18                    | 18  | Lance Stroll       | Racing Point-BWT Mercedes | 1:30,217         |                  |                  | 18           |
| 19                    | 63  | George Russell     | Williams-Mercedes         | 1:31,759         |                  |                  | 19           |
| 20                    | 88  | Robert Kubica      | Williams-Mercedes         | 1:31,799         |                  |                  | 20           |
| Regula 107%: 1:34,689 |     |                    |                           |                  |                  |                  |              |
| Sursa:                |     |                    |                           |                  |                  |                  |              |

Note
- ^1 – Romain Grosjean a primit o penalizare de trei locuri pe grila de start pentru că l-a încurcat pe Lando Norris în timpul calificărilor.[4]

## Cursa
Cursa a avut loc pe 31 martie 2019 începând cu ora locală 19:00 (UTC+3), ora 18:00 EET, și a durat 57 de tururi.
| Poz.                                                               | Nr. | Pilot              | Constructor               | Tururi | Timp/Retras         | Grilă | Puncte |
| ------------------------------------------------------------------ | --- | ------------------ | ------------------------- | ------ | ------------------- | ----- | ------ |
| 1                                                                  | 44  | Lewis Hamilton     | Mercedes                  | 57     | 1:34:21,295         | 3     | 25     |
| 2                                                                  | 77  | Valtteri Bottas    | Mercedes                  | 57     | +2,980              | 4     | 18     |
| 3                                                                  | 16  | Charles Leclerc    | Ferrari                   | 57     | +6,131              | 1     | 16     |
| 4                                                                  | 33  | Max Verstappen     | Red Bull Racing-Honda     | 57     | +6,408              | 5     | 12     |
| 5                                                                  | 5   | Sebastian Vettel   | Ferrari                   | 57     | +36,068             | 2     | 10     |
| 6                                                                  | 4   | Lando Norris       | McLaren-Renault           | 57     | +45,754             | 9     | 8      |
| 7                                                                  | 7   | Kimi Räikkönen     | Alfa Romeo Racing-Ferrari | 57     | +47,470             | 8     | 6      |
| 8                                                                  | 10  | Pierre Gasly       | Red Bull Racing-Honda     | 57     | +58,094             | 13    | 4      |
| 9                                                                  | 23  | Alexander Albon    | Scuderia Toro Rosso-Honda | 57     | +1:02,697           | 12    | 2      |
| 10                                                                 | 11  | Sergio Pérez       | Racing Point-BWT Mercedes | 57     | +1:03,696           | 14    | 1      |
| 11                                                                 | 99  | Antonio Giovinazzi | Alfa Romeo Racing-Ferrari | 57     | +1:04,599           | 16    |        |
| 12                                                                 | 26  | Daniil Kveat       | Scuderia Toro Rosso-Honda | 56     | +1 tur              | 15    |        |
| 13                                                                 | 20  | Kevin Magnussen    | Haas-Ferrari              | 56     | +1 tur              | 6     |        |
| 14                                                                 | 18  | Lance Stroll       | Racing Point-BWT Mercedes | 56     | +1 tur              | 18    |        |
| 15                                                                 | 63  | George Russell     | Williams-Mercedes         | 56     | +1 tur              | 19    |        |
| 16                                                                 | 88  | Robert Kubica      | Williams-Mercedes         | 55     | +2 tururi           | 20    |        |
| 17                                                                 | 27  | Nico Hülkenberg    | Renault                   | 53     | Motor               | 17    |        |
| 18                                                                 | 3   | Daniel Ricciardo   | Renault                   | 53     | Pierderea motorului | 10    |        |
| 19                                                                 | 55  | Carlos Sainz Jr.   | McLaren-Renault           | 53     | Cutia de viteză     | 7     |        |
| Ab                                                                 | 8   | Romain Grosjean    | Haas-Ferrari              | 16     | Coliziune           | 11    |        |
| Cel mai rapid tur: Charles Leclerc (Ferrari) — 1:33,411 (Turul 38) |     |                    |                           |        |                     |       |        |
| Sursa:                                                             |     |                    |                           |        |                     |       |        |

Note
- ^1 – include un punct pentru cel mai rapid tur.
- ^2 – Nico Hülkenberg, Daniel Ricciardo și Carlos Sainz Jr. au fost incluși în clasament întrucât au parcurs 90% din distanța parcursă de câștigător.

## Clasamentele campionatelor după cursă
|        | Poz. | Pilot            | Pct. |
| ------ | ---- | ---------------- | ---- |
|        | 1    | Valtteri Bottas  | 44   |
|        | 2    | Lewis Hamilton   | 43   |
|        | 3    | Max Verstappen   | 27   |
| 1      | 4    | Charles Leclerc  | 26   |
| 1      | 5    | Sebastian Vettel | 22   |
| Sursa: |      |                  |      |

|        | Poz. | Constructor               | Pct. |
| ------ | ---- | ------------------------- | ---- |
|        | 1    | Mercedes                  | 87   |
|        | 2    | Ferrari                   | 48   |
|        | 3    | Red Bull Racing-Honda     | 31   |
| 2      | 4    | Alfa Romeo Racing-Ferrari | 10   |
| 4      | 5    | McLaren-Renault           | 8    |
| Sursa: |      |                           |      |

- Notă: Doar primele cinci locuri sunt prezentate în ambele clasamente.